# Duli
Duli (kinesiska: 都里, 都里乡) är en socken i Kina. Den ligger i provinsen Henan, i den centrala delen av landet, omkring 170 kilometer norr om provinshuvudstaden Zhengzhou. Antalet invånare är 18 809. Befolkningen består av 9 348 kvinnor och 9 461 män. Barn under 15 år utgör 20,0 %, vuxna 15-64 år 72 %, och äldre över 65 år 6,0 %.
Genomsnittlig årsnederbörd är 641 millimeter. Den regnigaste månaden är juli, med i genomsnitt 220 mm nederbörd, och den torraste är januari, med 5 mm nederbörd.